# Welling United F.C.
Welling United Football Club là một câu lạc bộ bóng đá Anh nằm ở Welling, London Borough of Bexley. Hiện tại đội bóng đang thi đấu ở National League.

## Lịch sử
Welling United Football Club thành lập năm 1963. Câu lạc bộ khởi nghiệp là một đội trẻ chơi cho giải địa phương ở sân bóng công viên, nơi sau này được mở rộng và bắt đầu thi đấu bóng đá ở London Spartan League. Năm 1977, Welling di chuyển tới sân Park View Road, trước đây thuộc đội bóng đã giải thể Bexley United (trong lịch sử gọi là Bexleyheath & Welling). Đội bóng gia nhập Athenian League năm 1978. Năm 1981 họ lên chơi ở Southern Football League Southern Division.
Sau chỉ một mùa giải ở hạng đấu này, câu lạc bộ được chuyển lên Southern League Premier Division khi giải đấu được tái cơ cấu. Mùa giải 1985–86 họ vô địch cách á quân 23 điểm và thăng hạng Football Conference
Mặc dù đội bóng gặp khủng hoảng ở Conference, với chỉ có 2 lần cán đích ở vị thứ trên 11trong 14 mùa giải, thì họ trải qua những giải đấu Cup thành công, vào vòng 1 FA Cup trong 6 mùa giải, có một mùa đánh bại đội bóng duy nhất của Football League ở vùng Kent, Gillingham. Đội bóng cũng có một lần vào được vòng loại 3, thua 1–0 trước Blackburn Rovers.
The Wings tụt khỏi Conference khi xuống hạng sau trận đấu cuối cùng của mùa giải 1999–2000, trở lại Southern League.
Mùa giải 2003–04, dưới sự dẫn dắt của cựu cầu thủ World Cup người Anh Paul Parker, the Wings kết thúc mùa giải ở nửa trên bảng xếp hạng Southern League Premier Division và do đó có một vị trí trong hạng đấu mới thành lập Conference South. Mùa giải đầu tiên họ gặp khó khăn, với việc The Wings chôn chân ở cuối bảng trong 3 tháng đầu tiên khiến Parker rời đội bóng bởi thỏa thuận đội bên.

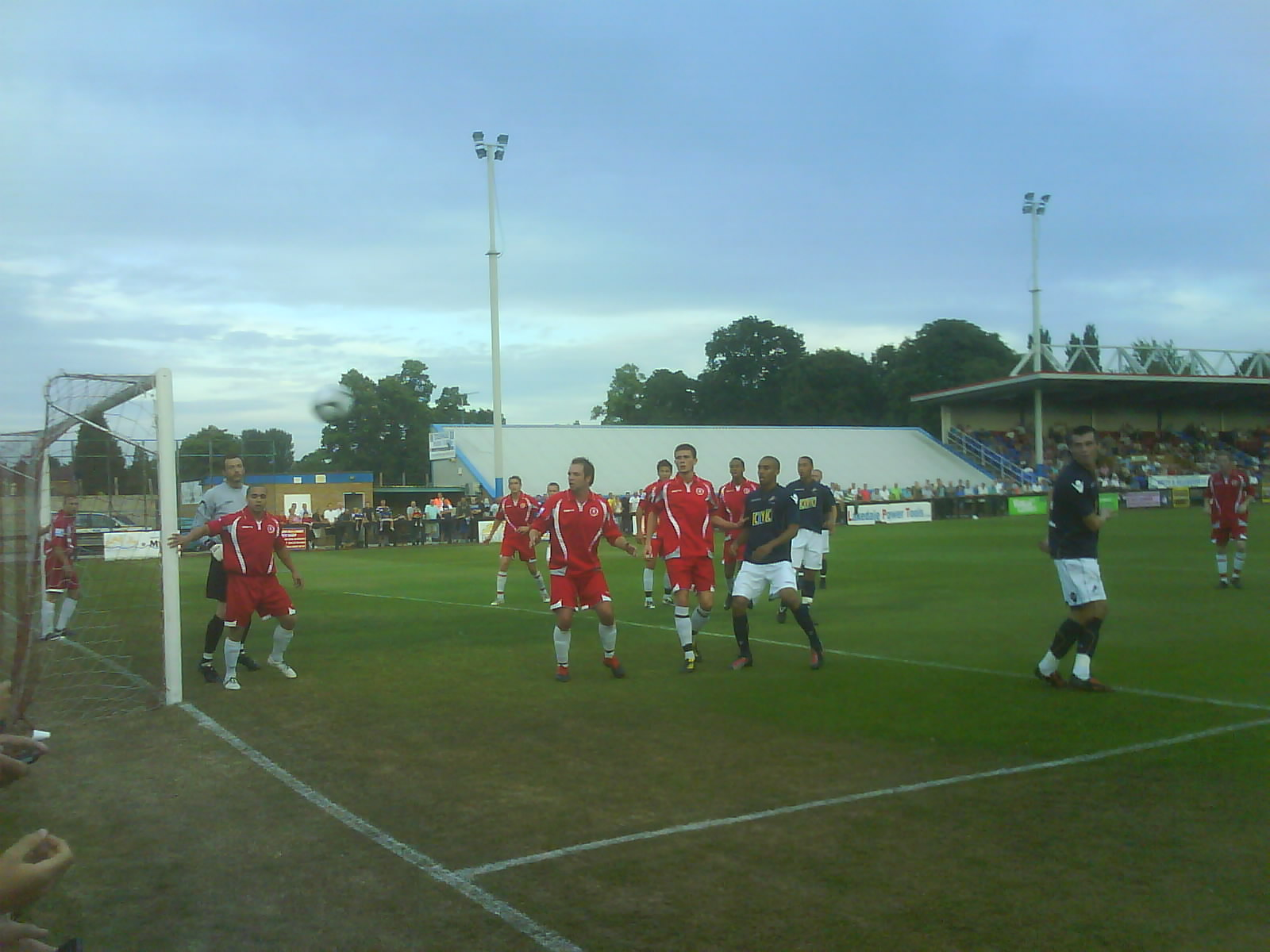
Welling thi đấu với Millwall trong trận giao hữu trước mùa giải ở Park View Road.

 Cựu cầu thủ của Coventry City và Republic of Ireland Liam Daish đảm nhiệm vị trí quản lý trước khi nó được giao cho cựu hậu vệ của Norwich City và Gillingham Adrian Pennock, người đã bỏ lỡ cơ hội giúp đội bóng thăng hạng nhờ play-off. Pennock rời câu lạc bộ cuối mùa giải 2006–07. Trận đấu cuối cùng ông dẫn dắt The Wings là trận hòa 1–1 trên sân nhà trước Hayes. Pennock gia nhập Stoke City với vị trí huấn luyện dưới sự chỉ đạo của cựu huấn luyện viên Gillingham, Tony Pulis.
Ngày 16/5/2007, Welling United bổ nhiệm Neil Smith làm huấn luyện viên mới. Tuy nhiên, chỉ sau 7 tháng Smith chia tay câu lạc bộ ngày 7/1/2008.
Andy Ford được bổ nhiệm làm huấn luyện viên mới của The Wings ngày 31/1/2008. Mặc dù thua 6–2 trước Cambridge City trong trận đầu tiên nắm quyền, Ford đã dẫn dắt The Wings trụ hạng an toàn và kết thúc ở vị trí thứ 16. Welling đứng thứ 7 ở Conference South mùa giải 2008/09 dưới sự chỉ đạo của Ford. Sau khởi đầu tệ hại ở mùa giải 2009–10 Ford từ chức, cho rằng ông không nghĩ có thể đạt được điều mình muốn với mức lương hiện tại. Jamie Day được bổ nhiệm làm cầu thủ/huấn luyện viên mới tháng 11/2009.
Ngày 12/8/2010, câu lạc bộ nhận được đơn thỉnh cầu trả nợ của HMRC. The Wings được cho 14 tuần để trả món nợ khổng lồ cho HMRC, và nhờ hầu như toàn bộ các cổ động viên mà món nợ £60,000 đã được thanh toán. Trong thời gian này, trong cuộc họp Football Conference ngày 16/9/2010, Welling United thừa nhận có thuế cáo sai trái với món nợ khổng lồ của HMRC. Ngay lập tức câu lạc bộ bị trừ 5 điểm và phạt £5,000.
Mặc dù The Wings bị cấm vận chuyển nhượng và bị Football Conference trừ 5 điểm trong 4 tuần đầu tiên của mùa giải 2010–11, đội bóng của Jamie Day vẫn thi đấu quyết liệt để giành danh hiệu vô địch Conference South. Tuy nhiên, mặc dù Welling United nằm ở Top 5 gần nửa mùa giải, chuỗi trận tệ hại trong tháng cuối cùng khiến The Wings tuột mất vị trí đá play-off chỉ với khoảng cách 1 điểm, xếp vị thứ 6.

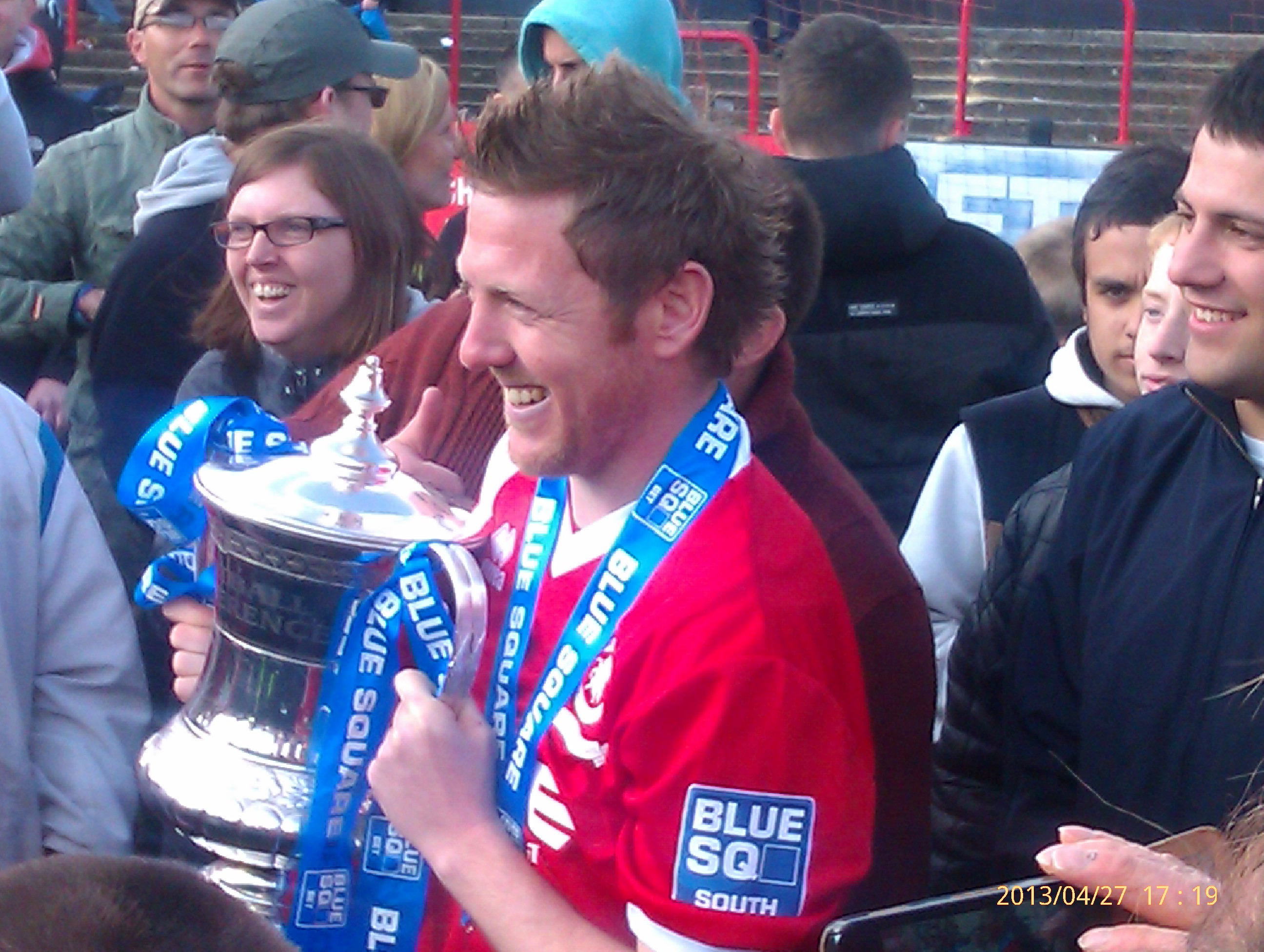
Former player manager Jamie Day với danh hiệu Conference South sau khi vô địch năm 2013

Mùa giải 2011–12 kết thúc với việc Welling đứng vị thứ 3 và sau khi đánh bại Sutton United 2–1 sau 2 lượt trận ở bán kết play-off, họ vuột mất cơ hội lên hạng trong chớp mắt khi thất bại 0–1 trước Dartford tại Princes Park.
Welling trở lại sau khi vô địch Conference South, 13 năm kể từ khi lần cuối cùng họ thi đấu tại hạng đấu cấp độ 5 của bóng đá Anh. Từ 3/11/2013 đến 5/2/2014, Welling phá vỡ kỉ lục giải đấu với chuỗi 12 trận thắng liên tiếp.
Tháng 12/2014 Jamie Day rời Welling sau thỏa thuận đôi bên. Ông được thay thế bởi Jake Gallagher và người chăm sóc Jamie Turner, nhưng ngày 21/12 có thông báo rằng Jody Brown của Grays Athletic được bổ nhiệm làm huấn luyện viên. Ngày 3/3/2015, Jody Brown bị đuổi việc khi đội bóng chỉ giành được 1 điểm sau 9 trận đầu tiên. Hậu vệ phải Loui Fazakerley được xem như là một "tương lai có thể thấy trước".
Trận đấu sân nhà đầu tiên của Welling được trực tiếp là vào ngày 8/3/2015 trên kênh BT Sport, thua 1–0 trước Altrincham.
Theo sau một chuỗi kết quả ấn tượng, Fazakerley giúp The Wings thoát khỏi nhóm xuống hạng ở Conference Premier nhờ hiệu số bàn thắng bại xếp trên Alfreton Town. Fazakerley được bổ nhiệm chính thức vào vị trí huấn luyện viên.

## Sân nhà
Welling United chơi trên sân nhà Park View Road, Welling, London, DA16 1SY. Sân đấu này là sân nhà của đội bóng từ năm 1977 khi lấy từ đội bóng giải thể Bexley United. Trước đó họ thi đấu ở sân thể thao cộng đồng tại Butterfly Lane, Eltham. 
Erith & Belvedere đã chia sẻ sân đấu từ năm 1999. Park View Road được cải thiện từ năm 2004, bao gồm cả 1 khán đài có mái che.
Do hậu quả của bão và gió lớn tháng 12/2006, dàn đèn pha ở Park View Road bị hư hại. Vì lý do an toàn nên giá treo dàn đèn bị gỡ bỏ. Dàn đèn đã được lắp lại vị trí và sử dụng từ tháng 6/2007.
Mùa giải 2013–14, Park View Road phải thay đổi để giữ Welling United ở lại Conference Premier cho mùa giải 2014–15 season. Những thay đổi được tiến hành giữa tháng 2 và tháng 3.

## Cầu thủ
Tính đến ngày 6 tháng 10 năm 2015.
Ghi chú: Quốc kỳ chỉ đội tuyển quốc gia được xác định rõ trong điều lệ tư cách FIFA. Các cầu thủ có thể giữ hơn một quốc tịch ngoài FIFA.
| Số | VT | Quốc gia | Cầu thủ                           |
| -- | -- | -------- | --------------------------------- |
| 1  | TM | Úc       | Michael McEntegart                |
| 2  | HV | Anh      | Loui Fazakerley                   |
| 3  | HV | Anh      | Ben Jefford                       |
| 4  | HV | Anh      | Zach Fagan                        |
| 5  | HV | Anh      | Harry Osborne                     |
| 6  | HV | Anh      | Michael Chambers                  |
| 7  | TĐ | Anh      | George Porter                     |
| 8  | TV | Anh      | Harry Lee (mượn từ Leyton Orient) |
| 9  | TĐ | Anh      | Sahr Kabba                        |
| 10 | TĐ | Anh      | Kieron St Aimie                   |
| 11 | TV | Anh      | Ricky Wellard                     |
| 14 | TĐ | Anh      | Tashan Adeyinka                   |
| 15 | HV | Anh      | Nortei Nortey                     |
| 17 | TĐ | Anh      | Afolabi Obafemi                   |

| Số | VT | Quốc gia   | Cầu thủ                               |
| -- | -- | ---------- | ------------------------------------- |
| 18 | HV | Anh        | Joey Taylor                           |
| 19 | HV | Anh        | Kevin Lokko                           |
| 20 | TV | Anh        | Sam Corne                             |
| 21 | TM | Anh        | Tom King (mượn từ Millwall)           |
| 22 | TV | Anh        | Reece Harris                          |
| 23 | HV | Anh        | Barney Williams                       |
| 24 | TV | Anh        | Kojo Awotwi                           |
| 25 | HV | Anh        | Michel Thompson-Martelly              |
| 26 | TV | Anh        | Steven Gunner                         |
| 27 | TV | Anh        | Louis Birch                           |
| 28 | TĐ | Anh        | Archie Johnson                        |
| 32 | TV | Anh        | Xavier Vidal                          |
| 40 | TV | Bồ Đào Nha | Sandro Semedo (mượn từ Leyton Orient) |

## Danh hiệu
- Conference South Vô địch 2012-13
- Southern Football League Vô địch 1985-86
- Kent Senior Cup Vô địch 1985-86, 1998-99, 2008-09
- London Senior Cup Vô địch 1989-90
- London Challenge Cup[7] Vô địch 1991-92

## Các mùa giải
| Năm     | Giải đấu                 | Cấp độ | Số trận | Thắng | Hòa | Thua | Bàn thắng | Bàn bại | Hiệu số | Điểm | Vị thứ                       | Vua phá lưới       | Số bàn thắng | FA Cup | FA Trophy | Số khán giả trung bình |
| ------- | ------------------------ | ------ | ------- | ----- | --- | ---- | --------- | ------- | ------- | ---- | ---------------------------- | ------------------ | ------------ | ------ | --------- | ---------------------- |
| 2003–04 | Southern Football League | 6      | 42      | 16    | 8   | 18   | 56        | 58      | −2      | 56   | 9/22 Bị chuyển               | No Data            | No Data      | QR4    | R2        | 597                    |
| 2004–05 | Conference South         | 6      | 42      | 15    | 7   | 20   | 64        | 68      | −4      | 52   | 16/22                        | Paul Booth         | 19           | QR2    | R2        | No data                |
| 2005–06 | Conference South         | 6      | 42      | 16    | 17  | 9    | 58        | 44      | +14     | 65   | 9/22                         | Danny Kedwell      | 19           | R1     | R3        | No data                |
| 2006–07 | Conference South         | 6      | 42      | 21    | 6   | 15   | 65        | 51      | +14     | 69   | 8/22                         | Danny Kedwell      | 19           | QR4    | R4        | No data                |
| 2007–08 | Conference South         | 6      | 42      | 13    | 7   | 22   | 41        | 64      | −23     | 46   | 16/22                        | Omari Coleman      | 8            | QR3    | QR3       | No data                |
| 2008–09 | Conference South         | 6      | 42      | 19    | 11  | 12   | 61        | 44      | +17     | 68   | 7/22                         | Charlie Sheringham | 19           | QR2    | R2        | No data                |
| 2009–10 | Conference South         | 6      | 42      | 18    | 9   | 15   | 66        | 51      | +15     | 63   | 9/22                         | Lee Clarke         | 16           | QR3    | R1        | No data                |
| 2010–11 | Conference South         | 6      | 42      | 24    | 8   | 10   | 81        | 47      | +34     | 75†  | 6/22                         | Andy Pugh          | 17           | QR2    | R1        | No data                |
| 2011–12 | Conference South         | 6      | 42      | 24    | 9   | 9    | 79        | 47      | +32     | 81   | 3/22 Thua chung kết Play-off | Andy Pugh          | 15           | QR2    | R1        | No data                |
| 2012–13 | Conference South         | 6      | 42      | 26    | 8   | 8    | 90        | 44      | +46     | 86   | 1/22 Thăng hạng              | Ross Lafayette     | 19           | QR4    | R3        | No data                |
| 2013–14 | Conference Premier       | 5      | 46      | 16    | 12  | 18   | 59        | 61      | −2      | 60   | 16/24                        | Ross Lafayette     | 16           | R2     | R1        | No Data                |
| 2014–15 | Conference Premier       | 5      | 46      | 11    | 12  | 23   | 52        | 73      | −21     | 25   | 20/24                        | Harry Beautyman    | 11           | QR4    | R1        | No Data                |

† – trừ 5 điểm do vi phạm tài chính.

## Cựu cầu thủ đáng chú ý
1. Cầu thủ thi đấu/huấn luyện ở các giải đấu trong nước hoặc nước ngoài tương đương (ví dụ: giải đấu chuyên nghiệp).
2. Cầu thủ thi đấu cho đội tuyển quốc gia.
3. Cầu thủ giữ kỉ lục câu lạc bộ.

- Steve Finnan
- Andy Townsend
- Danny Dichio
- Paul Barron
- Terry Skiverton
- Tony Agana
- Danny Chapman
- Carl Jenkinson
- Fraser Franks
- Alfie Mawson
- Harry Beautyman
- David Lindsay
- Mark Hone
- Murray Jones
- Ken Wallace
- Lawrie Wilson

## Huấn luyện viên
- Loui Fazakerley 2015–
- Jody Brown 2014–2015
- Jamie Turner & Jake Gallagher 2014 (Quản lý CLB)
- Jamie Day 2009–2014
- Lee Protheroe 2009 (Quản lý CLB)
- Andy Ford 2008–2009
- Chris Moore & Richard Carpenter 2008 (Caretaker)
- Neil Smith 2007–2008
- Adrian Pennock 2005–2007
- Liam Daish 2004–2005 (Caretaker)
- Paul Parker 2003–2004
- Bill Williams 2002–2003
- Tony Reynolds 2000–2002
- Kevin Hales 1995–2000

## Kỉ lục
- Thứ hạng cao nhất:[8]
  - thứ 6 ở Conference National: 1989–90, 2013
- Thành tích tốt nhất tại FA Cup[8]
  - Vòng 3: 1988–89
- Thành tích tốt nhất tại FA Trophy[8]
  - Tứ kết: 1988–89, 2006–07
- Thành tích tốt nhất tại FA Vase[8]
  - Vòng 3: 1979–80